# 威廉·波格
威廉·里德·波格（William Reid Pogue，1936年2月29日—2014年3月4日）曾是一位美国国家航空航天局的宇航员，执行过天空实验室4号任务。